# 乗法群
数学と群論において、用語乗法群 (multiplicative group) は次の概念の1つを意味する：
- 体、環、あるいはその演算の 1 つとして乗法をもつ他の構造の、可逆元が乗法の下でなす群[1]。体 F の場合には、群は {F ∖ {0}, •} である、ただし 0 は F の零元であり二項演算 • は体の乗法である。
- 代数的トーラス（英語版） GL(1).

## 1 の冪根の群スキーム
1の n 乗根の群スキーム (group scheme of n-th roots of unity) は定義によって群スキームと考えて乗法群 GL(1) への n ベキ写像の核である。つまり、任意の整数 n > 1 に対して、単位元として働く射 e とともに、n 乗をとる乗法群の射を考えそのスキーム論の意味で適切なファイバー積をとることができる。
得られる群スキームは μn と書かれる。体 K 上とったときそれが被約スキームを生じることと K の標数が n を割らないことは同値である。これによってそれは非被約スキーム（構造層に冪零元があるスキーム）のいくつかの重要な例の源となる。例えば任意の素数 p に対して p 個の元からなる有限体上の μp。
この現象は代数幾何学の古典的な言葉で容易には表現されない。例えば標数 p のアーベル多様体の双対理論（Pierre Cartier の理論）を表現するのにそれはかなり重要であることがわかる。この群スキームのガロワコホモロジーはクンマー理論を表現する方法である。

## 例
- n を法とする整数の乗法群（英語版）は群 {\displaystyle \mathbb {Z} /n\mathbb {Z} } の可逆元が乗法についてなす群である。n が素数でないとき、0 の他に可逆でない元が存在する。